# Un ponte per Terabithia (film 2007)
Un ponte per Terabithia (Bridge to Terabithia) è un film diretto da Gábor Csupó, e tratto dall'omonimo romanzo del 1976 di Katherine Paterson, già portato in TV nel 1985.

## Trama
Jess Aarons è un ragazzino di 12 anni che vive nella provincia rurale americana con i genitori e quattro sorelle, due più grandi e due più piccole. Jess è un grande amante della natura e ha uno spiccato talento artistico, ma è molto solitario e spesso vittima dei bulli.
Un giorno, a scuola, Jess conosce Leslie Burke, una nuova alunna venuta da un’altra città, dotata di grande fantasia e grande cuore che si rivela essere la figlia dei nuovi vicini di casa, una coppia di scrittori propensi a dare grande importanza all'immaginazione. Jess e Leslie diventano così amici, facendo ingelosire però Maybelle, sorella più piccola di Jess.
Esplorando i dintorni del luogo, Jess e Leslie scoprono una corda appesa a un ramo sopra a un torrente e Leslie convince Jess a usarla per raggiungere il bosco dell'altra parte, dove immaginano di essere nel mondo incantato di "Terabithia", popolato da antiche e mistiche creature ma anche da esseri malvagi, che i due combattono con la fantasia. Inoltre Jess, per ricambiare un regalo di Leslie, le dona un cucciolo di cane che chiamano Prince Terrier e che immaginano sia in grado di fiutare i troll.
Quando però un giorno l'insegnante di musica, al quale si sente più comodo, lo invita al museo, lui accetta mancando all'appuntamento con Leslie. Tornato a casa, Jess riceve una notizia sconvolgente: la corda che usavano per passare il torrente si è spezzata e Leslie è morta nella caduta. Jess si sente in colpa per aver lasciato sola Leslie ma, inaspettatamente, scopre la solidarietà di tante persone che prima gli apparivano indifferenti, primo fra tutti suo padre, ma anche la severa insegnante Myers, che è vedova, e Janice Avery, una compagna prepotente, che prende le sue difese contro il bullo Gary Fulcher.
È così che Jess decide di reagire e costruisce un ponte di legno per raggiungere più facilmente Terabithia. E sarà proprio la sua sorellina, prima esclusa dai giochi e dalle fantasie che lui faceva solo con Leslie, ad attraversare il ponte insieme a lui e a essere incoronata principessa di quel magico mondo.

## Personaggi
- Jess Oliver Aarons (Josh Hutcherson): ragazzo emarginato a scuola, incompreso e talvolta ignorato dai genitori. Ha la passione per il disegno, la corsa e i cani. Soffrirà molto per la perdita di Leslie.
- Leslie Burke (AnnaSophia Robb): una nuova amica di Jess. Ha una grande immaginazione, ereditata dai genitori, e anche un grande cuore. Muore alla fine del film, a Terabithia, poiché la corda che usa per accedervi si spezza. La sua morte farà soffrire tutte le persone che le vogliono bene, specialmente Jess.
- Jack Aarons (Robert Patrick): padre di Brenda, Ellie, Jess, Maybelle e Joyce Ann. Ha un rapporto piuttosto conflittuale col figlio, col quale si dimostra sempre molto duro e distante, ma saprà sostenerlo e essergli vicino dopo la morte di Leslie.
- Nancy Aarons (Kate Butler): madre di Brenda, Ellie, Jess, Maybelle e Joyce Ann; è un personaggio marginale, fa fatica a gestire la famiglia e la preoccupazione per le difficoltà economiche.
- Brenda, Ellie, Maybelle e Joyce Ann Aarons (Devon Wood, Emma Fenton, Bailee Madison e Grace Brannigan): sono le sorelle di Jess; solo Maybelle (soprannominata dal padre "Coccola") mostra attaccamento al fratello che, però, spesso la respinge.
- Bill e Judy Burke (Latham Gaines e Judy McIntosh): genitori di Leslie, entrambi scrittori.
- Nonna Burke (Patricia Aldersley): nonna di Leslie, appare solo dopo la sua morte.
- Janice Avery (Lauren Clinton): bulla che vuole far pagare le altre ragazze per andare al bagno; dopo aver subito uno scherzo, cambia atteggiamento, abbatterà le sue barriere e mostrerà le sue fragilità capendo come ci si sente a essere bullizzati, diventando amica prima di Leslie e poi di Jess.
- Carla (Isabelle Rose Kircher): bulla amica di Janice.
- Williard Hughes (Hudson Mills): il ragazzo che piace a Janice.
- Scott Hoager (Cameron Wakefield): bullo che prende costantemente in giro Jess e suo rivale nella corsa; persino dopo la morte di Leslie si mostra cinico, dicendogli che adesso è lui il più veloce della classe.
- Gary Fulcher (Elliot Lawless): bullo amico di Scott Hoager.
- Madeson (Carly Owen): compagna di classe di Jess e Leslie; cerca sempre di attirare l'attenzione della Mrs. Myers.
- Miss Edmunds (Zooey Deschanel): insegnante di musica di Leslie e Jess, per cui quest'ultimo ha una cotta. È molto affezionata ai suoi studenti e porta Jess in un museo.
- Mrs. Myers (Jen Wolfe): insegnante di inglese di Jess; dopo la morte di Leslie si mostra molto comprensiva con Jess, in quanto anche lei aveva perso una persona a lei cara, il marito e comprende il suo dolore.
- Kenny (Lan Harcourt): autista dell'autobus che Jess prende ogni giorno per andare e tornare da scuola.
- Direttore della scuola (James Gaylyn): appare nel film solo per presentare l'arrivo di Leslie alla classe.
- Mr. Bailey (Philip Grieve): bidello della scuola.
- Signore del Male (Matt Gibbons): immaginario cattivo di Terabithia.

## Produzione
Il film è stato girato interamente in Nuova Zelanda, dalle ricostruzioni negli Henderson Valley Studios di Auckland, alla Auckland City Art Galler, fino ad arrivare ai paesaggi naturali di Woodhill Forest e Waitakere Ranges Regional Park.

### Location
- Auckland War Memorial Museum, Domain Drive, The Domain, Parnell, Auckland-(Nuova Zelanda)
- Auckland-(Nuova Zelanda)
- Henderson Valley Studios, Hickory Avenue, Henderson, Auckland-(Nuova Zelanda)(studio)
- Hobsonville Aerodrome, Hobsonville, Auckland-(Nuova Zelanda) (studio)
- Lyons Road, Mangatawhiri, Auckland-(Nuova Zelanda)
- Puhoi-(Nuova Zelanda)
- Riverhead-(Nuova Zelanda)
- Silverdale-(Nuova Zelanda)
- Waitakere Ranges Regional Park, Waitakere, Auckland Region-(Nuova Zelanda)
- Woodhill Forest, Woodhill, Auckland-(Nuova Zelanda)

## Colonna sonora
Il CD contenente la colonna sonora di Un ponte per Terabithia è stato pubblicato a marzo 2007 dalla casa produttrice della Walt Disney. Comprende 13 tracce:
- I Learned From You - Miley Cyrus
- Try - Hayden Panettiere
- Keep Your Mind Wide Open - AnnaSophia Robb
- Another Layer - Jon McLaughlin
- Shine - The Skies Of America
- A Place For Us - Leigh Nash And Tyler James
- Look Through My Eyes - Everlife
- Right Here - Jeremy Camp
- When You Love Someone - Bethany Dillon
- Seeing Terabithia - Aaron Zigman
- Into The Forest - Aaron Zigman
- The Battle - Aaron Zigman
- Jesse's Bridge - Aaron Zigman

## Distribuzione
Per stare al passo con Harry Potter e l'Ordine della Fenice e Le cronache di Narnia - Il leone, la strega e l'armadio, nel trailer furono condensate le scene inerenti al mondo fantastico di Terabithia con ricchi effetti speciali, ma queste compaiono solo di rado nel film.
Nel 2007, fu presentato al Giffoni Film Festival, riscuotendo molto successo tra i giovani. Il 12 settembre uscirono quattro edizioni del DVD del film. In Italia uscì l'edizione a disco singolo, da parte della Mondo Home Entertainment.

## Accoglienza

### Incassi
Il film in Italia ha incassato nel weekend di uscita 1.032.634 di euro e un totale di 2.404.000. Negli Stati Uniti, al termine del weekend di uscita, ha incassato 22.550.000$ e 80.733.000$ in totale. In tutto il mondo ha raggiunto 136.000.000$.

### Critica
Sul sito web aggregatore di recensioni Rotten Tomatoes, il film ha ottenuto un punteggio medio di 7,2/10 e una percentuale di approvazione del 85%, basata su 163 recensioni.
Il sito Metacritic, che usa una media ponderata, ha assegnato al film un punteggio medio di 74 su 100, basandosi su 25 recensioni, indicandone come "recensioni generalmente favorevoli".

## Riconoscimenti
- 2007 - Young Artist Award
  - Miglior cast giovanile
  - Miglior giovane attrice (Anna Sophia Robb)
- 2007 - Critics' Choice Awards
  - Candidatura al premio per la miglior attrice (Anna Sophia Robb)